# Cuernavaca
Cuernavaca ouvirⓘ é um município e a capital do estado mexicano de Morelos; localizada no Vale dos Morelos; cerca de 65 km ao Sul da Cidade do México e sua principal fonte de renda é o turismo.
Possui 341 702 habitantes. Seu nome provém do vocábulo náhuatl Cuauhnáhuac, que significa "perto do bosque"; a palavra derivou-se para Cuernavaca por deformação dos espanhóis.
É conhecida como "a cidade da eterna primavera" - assim denominada pelo barão Alexander Von Humboldt devido ao seu clima agradável durante boa parte do ano.
A cidade é conhecida por ser muito concorrida por turistas. Há alguns monumentos, por exemplo:
- O Palácio de Cortés
- A zona arqueológica de Teopanzolco
- O jardim Borda
- Catedral, convento franciscano da assunção (Patrimônio da Humanidade da UNESCO desde 1994)
- O Capitel do Calvário
- O castelo
- Desfiladeiro de Amanalco
- O salto de San Antón
- Museu Etnobotánico (na casa do Olindo ou Casa da Índia bonita em Acapatzingo)

## História

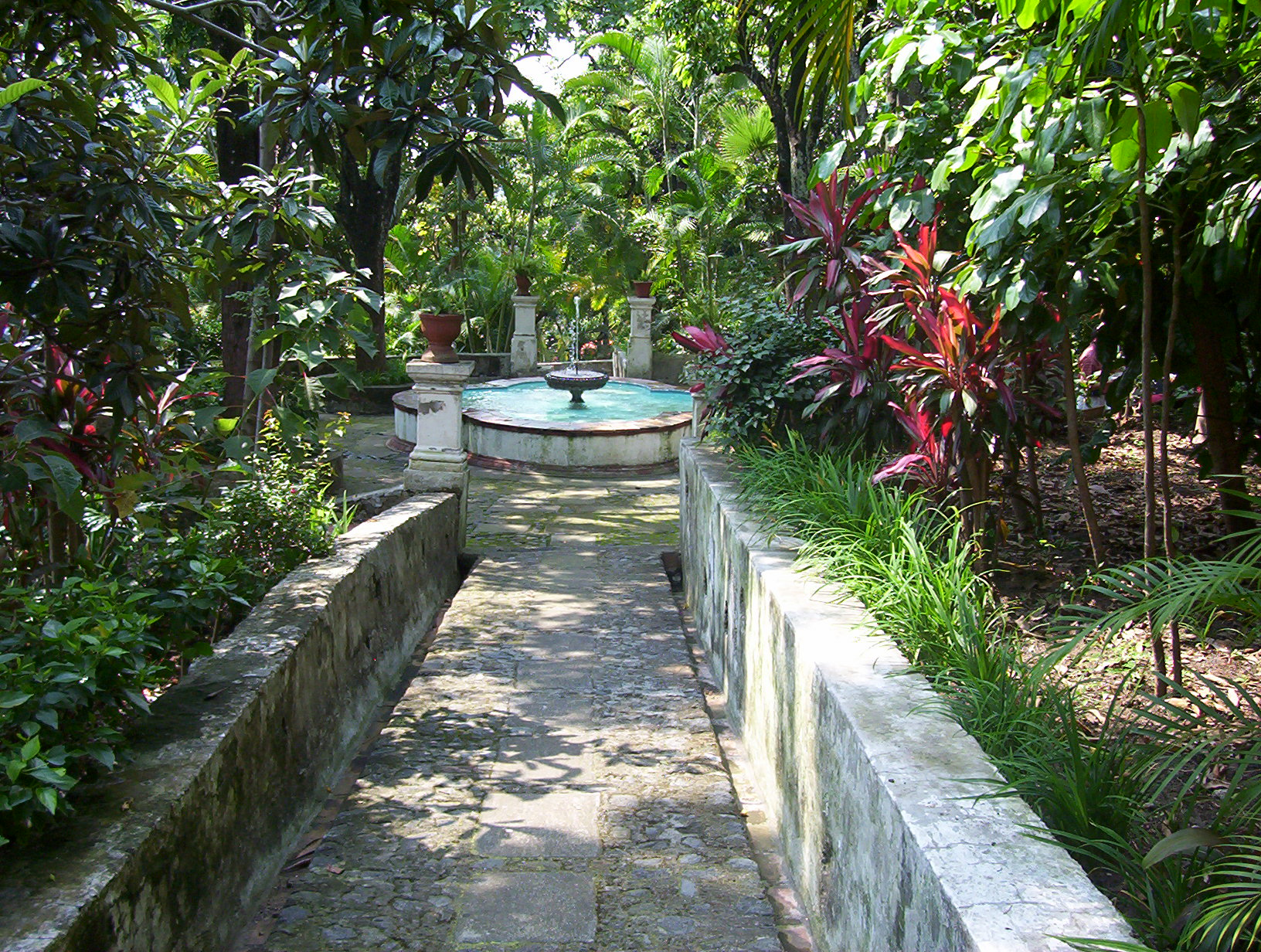
Jardim Borda.

A cidade foi fundada pelos tlahuicas, uma das sete tribos nahuatlacas, embora por todo estado de Morelos há vestígios de estabelecimentos prévios de grupos olmecoides e toltecas.
Os tlahuicas (os que amassam a terra) se dedicavam ao cultivo do algodão o qual atraiu o interesse dos mexicas. Cuauhnáhuac foi cidade tributária deles até a chegada do exército de Hernan Cortés.
Durante a colonização, a agricultura seguiu sendo predominante ao concentrar-se na cidade a produção da cana de açúcar introduzida na região pelos espanhóis.

## Cultura
Devido ao apreciado clima de Cuernavaca muitas personalidades, como escritores, artistas e milionários estrangeiros, estabeleceram sua residência nesta cidade. Entre outros, se encontram Malcolm Lowry, Barbara Hutton, Ivan Illich e John Spencer. Lowry ambienta em uma cidade chamada Quauhnahuac que bem poderia ser Cuernavaca no seu romance Debaixo do vulcão. Neste lugar Geoffrey Firmin, ex-cônsul britânico, se torna um alcoólatra e tenta alcançar uma lucidez que ele não acha na sobriedade deste modo.

## Clima
O clima da cidade é muito diversificado, marcado por diferenças de altitude e o terreno em que as escalas são 1800 metros no norte, a 1380 metros acima do nível do mar no sul da cidade, de modo que o norte tem um clima úmido, e torna-se um pouco mais quente e menos úmido para o centro e sul da cidade, mas em geral o clima é semi-quente semi-úmido e mais quente e úmido no grupo de sub-úmido, segundo a classificação de Köppen e Geiger. Também tem uma estação chuvosa em meados de maio a final de outubro, com aguaceiros e trovoadas, principalmente à noite, apresentando uma precipitação de 1200 milímetros por ano, em média, e uma temperatura média anual é de 21,5 °C, essas condições de tornar a cidade de Cuernavaca, na mais quente e chuvosa cidades do centro do país. Os meses quentes são Abril e Maio, com temperaturas chegando a 34 °C durante o dia, em dias mais quentes, são os meses de dezembro e janeiro.
| Mês       | Temp. máximo. | Temp. mínimo. | Temp. média | Precipitação |
| --------- | ------------- | ------------- | ----------- | ------------ |
| Janeiro   | 27 °C         | 10 °C         | 18,5 °C     | 10,4 mm      |
| Fevereiro | 29 °C         | 12 °C         | 20,5 °C     | 5,1 mm       |
| Março     | 32 °C         | 14 °C         | 23 °C       | 5,0 mm       |
| Abril     | 33 °C         | 16 °C         | 24,5 °C     | 11,5 mm      |
| Maio      | 31 °C         | 17 °C         | 24 °C       | 62,8 mm      |
| Junho     | 29 °C         | 16 °C         | 22,5 °C     | 241,9 mm     |
| Julho     | 28 °C         | 15 °C         | 21,5 °C     | 245,9 mm     |
| Agosto    | 27 °C         | 15 °C         | 21 °C       | 225 mm       |
| Setembro  | 27 °C         | 15 °C         | 21 °C       | 260,7 mm     |
| Outubro   | 27 °C         | 14 °C         | 20.5 °C     | 108,9 mm     |
| Novembro  | 26 °C         | 13 °C         | 19,5 °C     | 14,8 mm      |
| Dezembro  | 26 °C         | 12 °C         | 19 °C       | 9,1 mm       |

## Curiosidade
Durante a gravação da telenovela mexicana A Usurpadora, foi citado o nome da cidade em que o milionário Douglas Maldonado (Miguel de León) morava: Cuernavaca, Mor. E também na telenovela Teresa, as personagens principais fazem uma viagem de fim  de semana à casa do pai de Aurora, casa que fica em Cuernavaca.

## Turismo

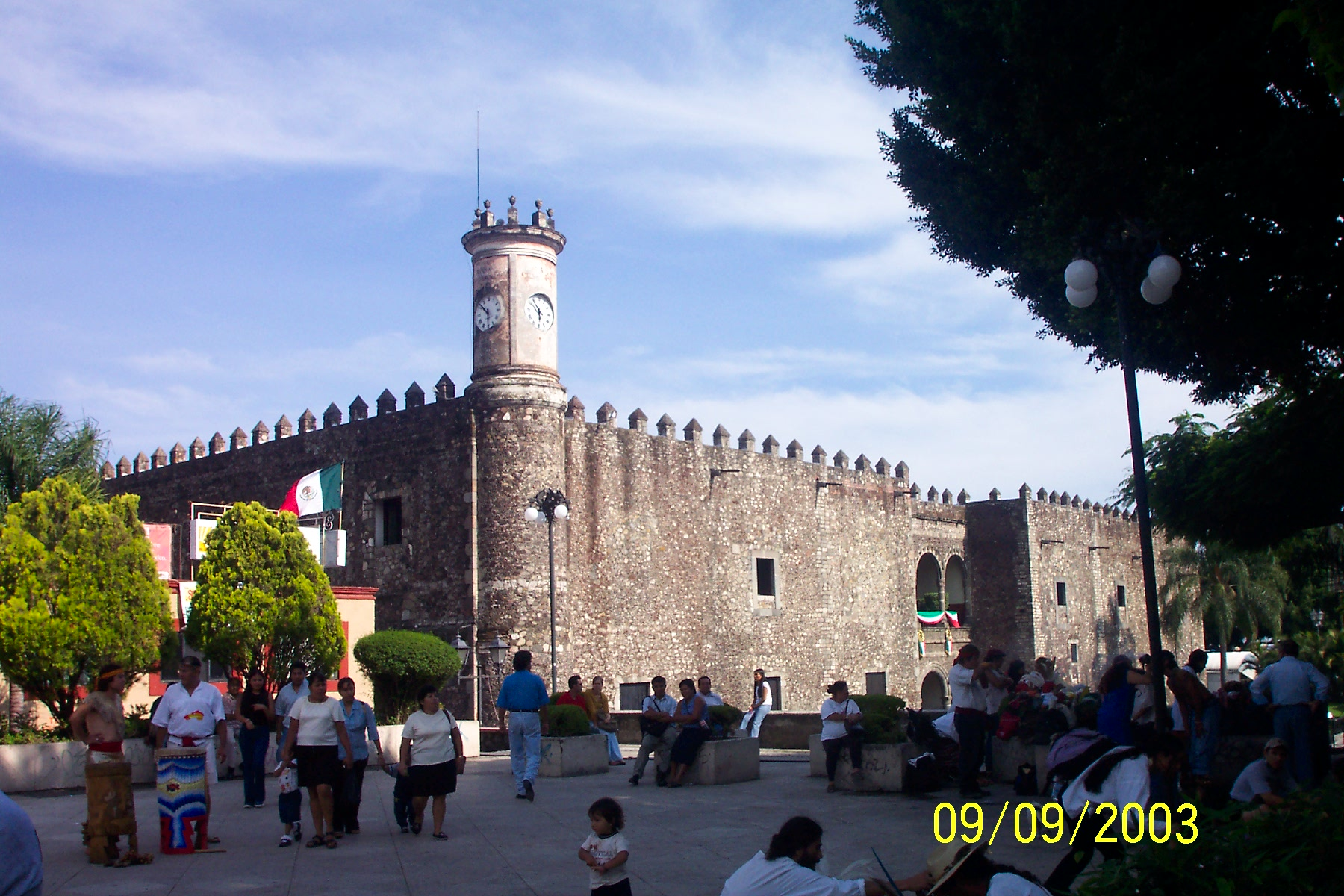
Museu Cuahnahuac ou Palácio de Cortés.
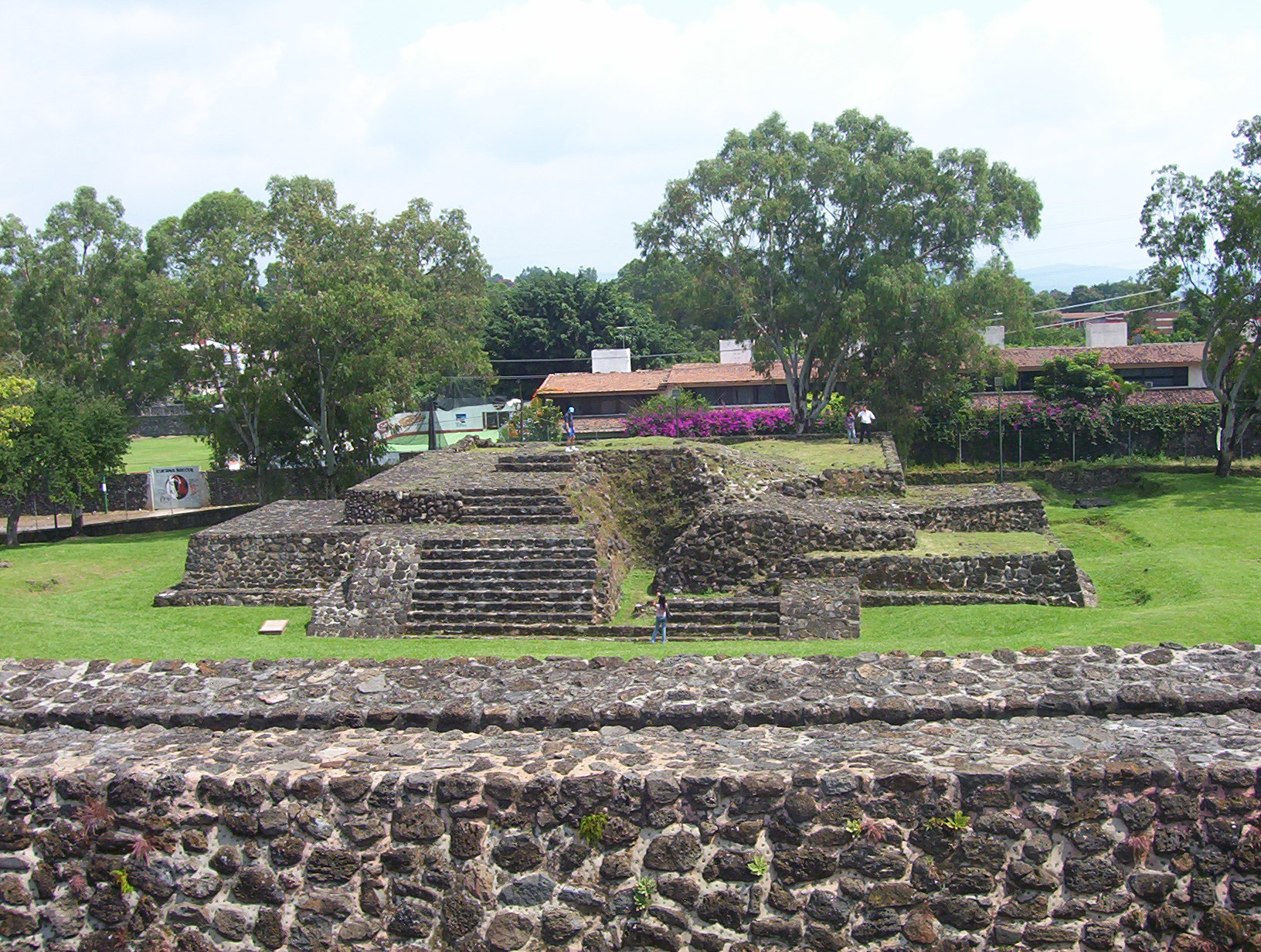
Zona arqueológica de Teopanzolco.
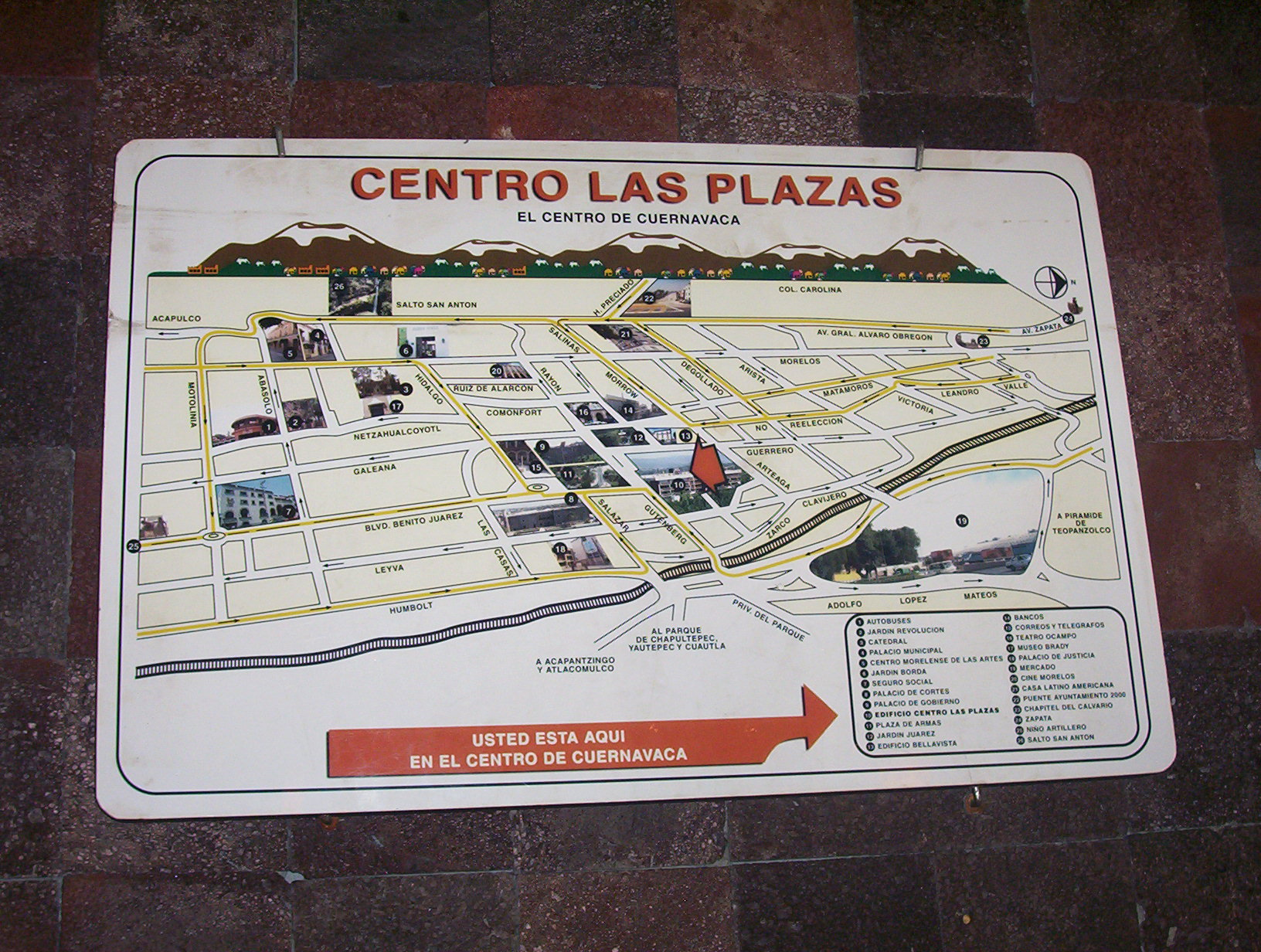
Mapa do Centro de Cuernavaca.

Cuernavaca sempre foi um destino de férias para as pessoas da Cidade do México, desde os tlatoanis mexicas, passando pelo espanhóis e atualmente para os habitantes da cidade atual.
Cuernavaca é um ponto de atração para pessoas de muitas partes do mundo devido a sua história, suas paisagens, seu colorido e o clima. 
Em Cuernavaca se encontram restos das culturas mexica e tlahuica e edifícios coloniais como o Palácio de Cortés, além de "palcos" da Revolução, galerias de arte e outros atrativos como a Catedral de Cuernavaca.